# 膀胱癌
膀胱癌 泛指各種出自膀胱的惡性腫瘤，也就是有異常細胞大量增殖而不受管制。膀胱是貯存尿液的中空器官，外壁主要由肌肉構成，位於下腹部。最常見的膀胱癌細胞來自膀胱內面黏膜表皮，正式名稱為移行上皮細胞癌(TCC)。
罹患膀胱癌的危險因子有基因的影响、吸菸、接受過放射治療、頻繁的膀胱感染、長期接觸某種染料（含苯胺（aniline）成份者，如紡織廠員工就可能接觸到）、汽油或其他化學物質者也有較高的風險。有動物實驗顯示老鼠長期大量服用一種人工甜味剂"糖精"（沙卡林/saccharin）可導致膀胱癌，但人體尚未有相同的報告；另一種更常用的人工甜味劑阿斯巴甜（aspartame）則沒有類似報告。

## 症狀
膀胱癌最常見的症狀是無痛性血尿，其他症狀相當多樣性，因人而異，有的人可能會有頻尿、尿柱中斷、反覆尿路感染等症狀。這些症狀並非膀胱癌所特有，其他非癌症疾病如膀胱炎、良性前列腺增生症或前列腺炎也可能出現類似症狀，所以不能依症狀診斷是否有膀胱癌。如要確立此一診斷，應有組織學證據，也就是將腫瘤切除或切片，經病理科醫師檢查才能確定。

## 治療
膀胱癌的治療方法，端視腫瘤侵犯到膀胱壁的深度而定。表淺腫瘤(還沒侵犯到肌肉層者)或者僅侵犯淺部肌肉層者，可以用膀胱鏡經由尿道加以"刮除"(實際做法是用圓弧狀電刀切除)，不用開刀。也可以用雷射破壞腫瘤細胞，但如此就無法做病理檢查。
免疫療法適用於表淺性膀胱癌的治療和預防，是利用卡介苗灌入膀胱，激發免疫系統的反應而消滅腫瘤。大約對2/3患者有效，一般是先以電刀切除肉眼可見的腫瘤後，再為患者灌卡介苗。局部化學療法的適應症也類似，只是將卡介苗換成阿黴素（Adriamycin）、泛艾黴素（Epirubicin）、絲裂黴素C（Mitomycin-C）、Throtepa等藥劑灌入膀胱，如此患者不會像一般化學治療出現落髮、噁心、血中白血球數降低等症狀，但只對表淺腫瘤有作用。
由於症狀不嚴重，表淺性膀胱癌可能會漸漸往較深的肌肉層侵犯。侵入肌肉層的膀胱癌必須開刀，切除部份或全部的膀胱，乃至膀胱根除術（將膀胱和鄰近組織、淋巴腺一併切除）。膀胱被切除的病人要同時做尿路分流術，也就是讓尿液改道，不再經過膀胱。技巧純熟的醫師能取一段腸子，做成人工膀胱來貯存尿液，這是一種精細而費神的手術。
膀胱癌的治療除了以上所述，也可以視情況合併使用放射治療或全身性化學治療。

## 流行病學
在美國，膀胱癌的患者數在男性癌症名列前四名，在女性則位居第九。每年有超過 47,000 位男性和 16,000 女性被診斷出膀胱癌。

## 遺傳學
如同大部份的癌症一樣，膀胱癌的確實原因還不完全清楚，但已知有幾個風險因子和它有關。最顯著的因子包括抽菸和接觸工業用化學物質。膀胱內的FGFR3基因，和類似的HRAS、RB1、TP53等基因突變也是一大風險因子。上述的基因在調節細胞增殖循環扮演重要角色，若功能失常會使細胞增殖速度過快或失控。這些因基的變異也許有助於了解為何某些膀膀胱癌長得比較快。
膀胱癌並非遺傳疾病，腫瘤發生通常是肇因於部份膀胱細胞的基因突變，可發生在個人生涯的任何時間點。這種不是來自雙親的基因變異稱為本體突變（somatic mutation）。然而，有膀胱癌家族史的人，罹病風險是比一般人高。這些線索顯示，有些人似乎對某些化學物質的分解和處理能力較差，這種體質得自雙親的遺傳，而使得這些人容易受香菸、染劑等致癌物影響。

## 參閱
- 泌尿系統
- 膀胱
- 前列腺癌
- 內視鏡

## 外部連結
- 膀胱癌簡介
- 書田泌尿科診所，有攝護腺、膀胱癌等泌尿科相關文章
- Bladder Cancer Advocacy Network (BCAN) （页面存档备份，存于） 非營利性的組織，致力於宣導民眾對膀胱癌的認識和支持學術研究
- Bladder Cancer Webcafe （页面存档备份，存于）

1. ↑  . www.cancer.gov. 2020-05-11  [2020-06-04]. （原始内容存档于2017-07-14） （英语）.